# Bavarismittia reissi
Bavarismittia reissi är en tvåvingeart som beskrevs av Ole Anton Saether 1995. Bavarismittia reissi ingår i släktet Bavarismittia och familjen fjädermyggor.
Artens utbredningsområde är Tyskland. Inga underarter finns listade i Catalogue of Life.